# Kakadu-Schmalfuß-Beutelmaus

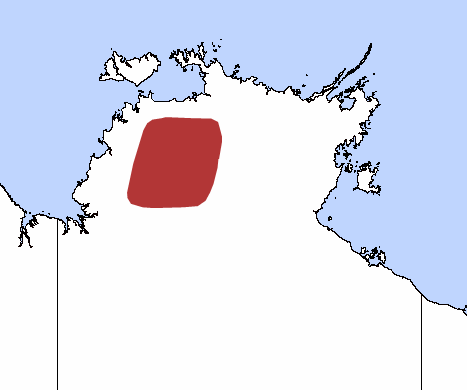
Verbreitungskarte von Sminthopsis bindi

Die Kakadu-Schmalfuß-Beutelmaus (Sminthopsis bindi) ist eine Beutelsäugerart aus der Gattung der Schmalfuß-Beutelmäuse. Die Art wurde erst 1994 beschrieben. Sie kommt im Top End im Northern Territory von Australien in und um den Kakadu-Nationalpark vor. Sie bevorzugt felsiges, hügeliges Waldland als Lebensraum.

## Merkmale
Die Männchen der Kakadu-Schmalfuß-Beutelmaus erreichen eine Kopf-Rumpf-Länge von 5,8 bis 8,4 cm, haben einen 6,2 bis 10,5 cm langen Schwanz und erreichen ein Gewicht von 12 bis 20 g. Weibchen bleiben mit Kopf-Rumpf-Längen von 5,2 bis 8 cm, einer Schwanzlänge von 6,1 bis 9,7 cm und einem Gewicht von 12 bis 16 g etwas kleiner. Die Beutelmäuse haben ein graues Fell, deutliche schwarze Ringe um die Augen und einen relativ dünnen Schwanz. Der Bauch und die Füße sind weißlich.

## Lebensraum und Lebensweise
Kakadu-Schmalfuß-Beutelmaus leben in Eukalyptuswäldern und auf steinigen Hügeln von Meeresspiegelhöhe bis in Höhen von einigen hundert Metern. Über ihre Lebensweise ist nur wenig bekannt. Die Nahrung dürfte aus Insekten bestehen, die Paarung in die Trockenzeit fallen.

## Gefährdung
Sminthopsis bindi wird von der IUCN als ungefährdet (least concern) gelistet.